# 钮子瓜
钮子瓜（学名：Zehneria maysorensis）为葫芦科老鼠拉冬瓜属下的一个种。